# Ostrá Lúka
Ostrá Lúka és un poble i municipi d'Eslovàquia a la regió de Banská Bystrica.

## Història
La primera menció escrita de la vila es remunta al 1332.

## Demografia
| Godina             | 1994 | 2004   | 2014    | 2024   |
| ------------------ | ---- | ------ | ------- | ------ |
| Nombre de persones | 244  | 268    | 306     | 333    |
| Diferència         |      | +9,83% | +14,17% | +8,82% |

| Godina             | 2023 | 2024 |
| ------------------ | ---- | ---- |
| Nombre de persones | 333  | 333  |
| Diferència         |      | +0%  |